# Joannes Coenraad Jansen
Joannes Coenraad Jansen ('s-Gravenhage, 14 december 1840 – 's-Gravenhage, 24 maart 1925) was een Nederlands ingenieur en politicus.
Jansen was een ingenieur bij de Marine, die in het kabinet-Van Tienhoven minister van Marine was. Hij was meer technocraat dan politicus, maar steunde wel met overtuiging het kiesrechtvoorstel van Tak van Poortvliet. Hij kwam in 1892 met een vlootplan, waardoor nieuwbouw bij de marine stelselmatiger plaatsvond dan voorheen. Hij werd in het kabinet-Pierson opnieuw minister en kwam toen met bouwplannen, die verder gingen dan die van zijn voorganger. Vanwege verzet in de Tweede Kamer daartegen trad hij al na een half jaar af. In 1905 keerde hij in de landspolitiek terug als liberaal Tweede Kamerlid voor een Haags district. Als Kamerlid sprak hij bijna alleen over de marine. Hij was ook enige jaren wethouder van Den Haag. In 1911 is Jansen tevens enige tijd waarnemend burgemeester van de Residentie. 
- Biografisch Portaal: 07219629
- Parlement.com: vg09ll1yyez6
- Virtual International Authority File: 968160667878403560005